# Licania stricta
Licania stricta är en tvåhjärtbladig växtart som beskrevs av Anthonia Kleinhoonte. Licania stricta ingår i släktet Licania och familjen Chrysobalanaceae. Inga underarter finns listade i Catalogue of Life.